# Lithidiopsis carinatus
Lithidiopsis carinatus är en insektsart som beskrevs av Vitaly Michailovitsh Dirsh 1956. Lithidiopsis carinatus ingår i släktet Lithidiopsis och familjen Lithidiidae. Inga underarter finns listade i Catalogue of Life.